# Böszörményi Jenő (lelkész)
Böszörményi Jenő (Szentes, 1882. május 6. – Szentes, 1955. február 4.) református lelkipásztor, egyházi író, novellista. Irodalmi munkássága és kiváló előadói készsége révén országos ismertségnek örvendett, jó barátságban állt Móricz Zsigmonddal, aki több novellájának anyagát Böszörményitől kapta..

## Élete

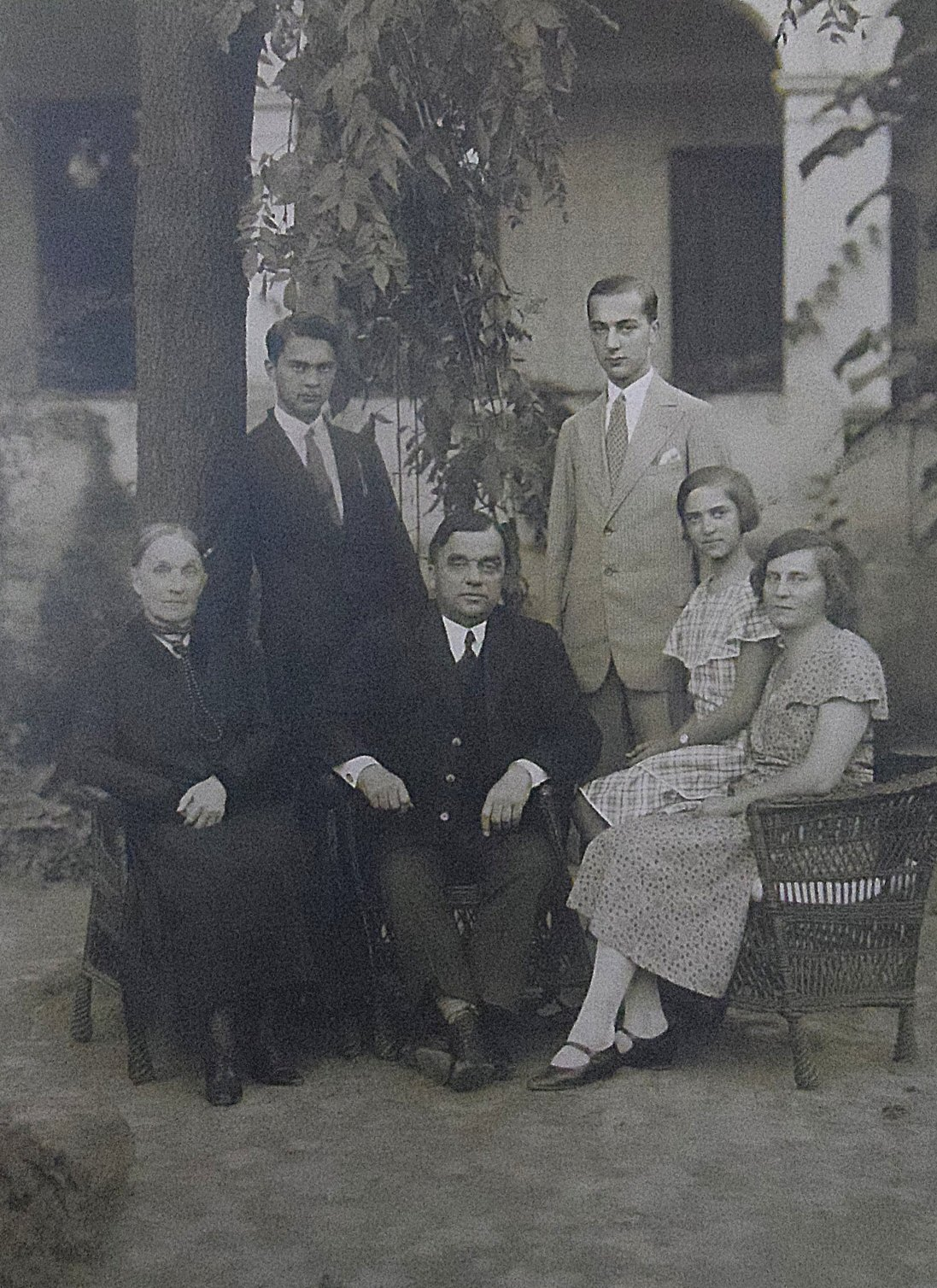
Böszörményi Jenő és családja 1930 körül

Édesapja Böszörményi Károly ügyvéd, édesanyja Szathmáry Erzsébet. Elemi és középiskolai tanulmányait szülővárosában végezte, majd a gimnázium után 1899-től a Budapesti Református Theológiai Akadémia hallgatója, 1903-tól Lipcsében ösztöndíjas. Hazatérését követően előbb a Budapest-Kálvin téri Egyházközség segédlelkésze, majd a Budapest-Kőbányai gyülekezet hitoktató lelkésze, egyben a Lórántffy Zsuzsanna Egyesület lelkésze. 1909-1913 között ő szerkesztette az egyesület Olajág című folyóiratát. 1909-ben Budapesten feleségül vette Stőri Paula missziós tanítónőt, akitől három gyermeke született: Imre (1910, jogász), Ede (1911, hitoktató-lelkész, demográfus), Márta (1918, orvos). 1913 elején hívták haza Szentesre és – négy jelölt közül – hatalmas többséggel őt választották meg az újonnan szerveződő felsőpárti lelkészi állásra.
Az első világháború kitörésekor bevonult és a 40. honvéd gyalogsági hadosztály tábori lelkészeként két éven át szolgált a délvidéki és galíciai frontokon. Századosi rendfokozattal szerelt le, mint a vöröskeresztes díszjelvény tulajdonosa.
1922-ben Futó Zoltán esperes halálát követően őt választották meg a szentesi nagytemplomi gyülekezet lelkészévé, s 1952-ben bekövetkezett nyugdíjazásáig itt szolgált. Az egyházi és városi, valamint a megyei szervezetekben fontos pozíciókat töltött be. Jelentősebb tisztségei voltak: egyházmegyei tanácsbíró, a Tiszántúli Egyházkerület közgyűlési tagja, zsinati tag, emellett megyei és városi képviselő. Tevékenységét a humanitás jellemezte. Városi képviselőként számos alkalommal szólalt fel a szegények, elesettek érdekében, cikkei is jelentek meg a témában: „Ha a nyomor annyi változata nem vonult volna fel előttem, nem írnék róla.” 1953-tól utódja Munkácsy György lett.

## Irodalmi munkássága
Számos folyóiratban jelentek meg egyházi és szépirodalmi jellegű írásai, de néhány néprajzi vonatkozású tanulmánya is napvilágot látott. Publikációinak száma 100 fölött van. Első novelláskötetét Verőfényes úton címmel adta ki 1928-ban. Előszavát a jeles egyházfő, Ravasz László püspök írta.  Ezt követte három másik kötet és egy színdarab. Könyvei egyházi és világi oldalról is pozitív fogadtatásban részesültek. Novellái nem fikciókon, megtörtént eseteken alapszanak. A szentesi emberről, az alsóbb néprétegek életéről ír példabeszédszerű, erkölcsi tanulságokat is hordozó történeteket, amiket maga is átélt vagy hőseit ismerte. Novellái olvasmányos, irodalmi értékkel bíró írások, melyeket sajátos humorával fűszerez.
A Bibó István által szerkesztett Népünk és Nyelvünk c. folyóirat a következő szavakkal jellemzi:
Böszörményi Jenő alapjában véve, eredetileg néplélektani gyűjtő. … Elbeszélései többnyire biztos és hozzáértő szemmel felvett rajzok az alföldi magyar, a szentesi parasztember lelkivilágáról. Előttünk gondolkoznak, tesznek, beszélnek, élik életüket ezek az emberek nyersen kitépve az életből, teljes objektivitással elénk állítva. … Nagy szerencsének mondhatjuk azt a ritka írói tulajdonságot, mely Böszörményiben megvan azt, hogy objektív: nem akar alakjaival semmit önmagából kifejezni, csak őket magukat megmutatni. Ezért különösen becsesek számunkra ezek a novellák. Többnyire humor lengi át őket, de e fátyol alatt nagyon komoly megfigyelések húzódnak meg.
Böszörményit nem csupán novelláiról, de rendkívül színes, élvezetes, sokszor mulattató előadásairól is ismerték. Barátja, Móricz Zsigmond mondta róla, hogy Böszörményi az ország egyik legjobb anekdotázó előadója.  Az író saját bevallása szerint öt novelláját is Böszörményi szentesi anekdotái ihlették.
72 évesen halt meg Szentesen. A családi sírbolt a református középtemetőben található, ahol Böszörményi Jenő együtt nyugszik felmenőivel, feleségével és gyermekeivel.

## Emlékezete
Márta nevű lánya 1995-ben hozta létre a Böszörményi Jenő és Neje Emlékalapítványt, mely a Debreceni Református Hittudományi Egyetemen folyó tudományos kutatói munkát és eredményeinek megismertetését támogatja.

## Főbb művei
- Ünnepnap Kapernaumban. Budapest, 1912., (Lórántffy Zsuzsanna Egyesület Kiadványai 1.), 1912.
- „Szivem és testem ujjonganak az élő Isten felé”. Budapest, 1912. (Lórántffy Zsuzsanna Egyesület Kiadványai 2-3.)
- Aki győz. Budapest, 1913. (Lórántffy Zsuzsanna Egyesület Kiadványai 4.)
- Krisztus és a bélpoklos. Budapest, 1913. (Lórántffy Zsuzsanna Egyesület Kiadványai 5.)
- Verőfényes úton. Elbeszélések. Budapest, 1928.
- Magyar ég alatt. Elbeszélések. Szentes 1929.
- A magyar ember és a halál. Budapest, 1929[17]
- A magyar nép lelkivilága. Budapest, 1929.[18]
- Egy szatócsbolt története. Mezőtúr, 1930. (Csendes esték 2.)
- Napsütötte mezőkön. Elbeszélések. Szentes, 1931. (e-Könyvtár Szentes)
- Kiderül az ég. Falusi történet egy felvonásban. Szentes, 1933. (e-Könyvtár Szentes)
- A falu tanítót választ. Budapest, 1934. (Missziós füzetek 38.)
- Virradni kezd. Elbeszélések. Budapest, 1937. (e-Könyvtár Szentes)
- Böszörményi Jenő válogatott írásai és elbeszélései. Debrecen, 1999.

## Róla szóló irodalom
- Böszörményi Jenő. Csongrádmegyei Hírlap 1938. máj. 4.
- Böszörményi Jenő ünneplése. Alföldi Újság 1938. máj. 5.
- Böszörményi Ede: Református lelkészek Móricz Zsigmond védelmében. Református Egyház. 1975. ápr. 1. 94-95. o.
- Emlékek, anekdoták Böszörményi Jenőről. In: Böszörményi Ede: Történetek, anekdoták. Debrecen, 2000.
- Böszörményi Jenő. In: Szentes helyismereti kézikönyve. (Szerk: Kis-Rácz Antalné, Labádi Lajos, Vörös Gabriella) Szentes, 2000.
- Labádi Lajos: „Valódi mestere a szónak” -125 éve született Böszörményi Jenő lelkész. Szentesi Élet 2007. máj. 4.  (e-Könyvtár Szentes)
- Szentes irodalmi emlékei. Szerk. Vágvölgyi Zoltán. Szentes, 2016. (e-Könyvtár Szentes)